# Point of Know Return (álbum)
Point of Know Return es el quinto álbum de estudio de la banda estadounidense de rock progresivo Kansas y fue publicado en 1977 en Estados Unidos por Kirshner Records y por la discográfica Columbia Records en Canadá.  Fue relanzado en formato de disco compacto por Legacy/Epic Records en 2002 y en 2008 por la compañía Sony Music Japan International en Japón.
Este álbum fue grabado en dos estudios distintos: se iniciaron las grabaciones en los Estudios Woodland Sound, en Nashville, Ténesi y concluyeron en el Estudio In the Country en la comunidad de Bogalusa, Luisiana. Point of Know Return estuvo a punto de no ser terminado de grabar, debido a que Steve Walsh tuvo problemas con los demás integrantes del grupo durante las sesiones de grabación.  Sin embargo, Walsh regresó tres días después y la grabación continuó normalmente. Fue mezclado en Village Recordings, en Los Ángeles, California.
Las reediciones de 2002 y 2008 contienen dos temas extras: una versión remezclada de «Portrait (He Knew)» y la canción «Sparks of the Tempest» en vivo.
Point of Know Return alcanzó el máximo punto comercial de Kansas, debido a que este disco incluye su mayor éxito «Dust in the Wind», el cual llegó a ser certificado sencillo de oro en los EE. UU. Este álbum también contiene el tema «Point of Know Return», el cual hoy en día aún se sigue transmitiendo en las estaciones de radio.
Este disco entró en enero de 1978 en el 4.º lugar del Billboard 200, siendo el álbum, ya sea de estudio, en vivo o recopilatorio en ubicarse en la mejor posición en esta lista.  En Canadá, Point of Know Return también fue muy exitoso, puesto a que se colocó en la 7.ª posición en la lista de los 100 álbumes más populares de la Revista RPM.  Permaneció en dicha posición del 10 al 17 de diciembre de 1977.
Point of Know Return también fue certificado en los Estados Unidos y Canadá. La Asociación de la Industria Discográfica de Estados Unidos lo certificó multiplatino por más de 4.000.000 millones de copias vendidas.  Por su parte, la Asociación Canadiense de la Industria Grabada lo certificó disco de platino por sus 100.000 discos vendidos, siendo así el segundo disco consecutivo de la banda en ser multiplatino y platino por ambas asociaciones.

## Lista de canciones

### Versión original de 1977

#### Lado A
| Side one |                        |                                             |               |          |  |
| N.º      | Título                 | Escritor(es)                                | Voz principal | Duración |  |
| 1.       | «Point of Know Return» | Steve Walsh / Robby Steinhardt / Phil Ehart | Steve Walsh   | 3:13     |  |
| 2.       | «Paradox»              | Steve Walsh / Kerry Livgren                 | Steve Walsh   | 3:50     |  |
| 3.       | «The Spider»           | Steve Walsh                                 | Steve Walsh   | 2:03     |  |
| 4.       | «Portrait (He Knew)»   | Walsh / Livgren                             | Steve Walsh   | 4:38     |  |
| 5.       | «Closet Chronicles»    | Walsh / Livgren                             | Steve Walsh   | 6:32     |  |

#### Lado B
| Side two |                         |                 |                    |          |  |
| N.º      | Título                  | Escritor(es)    | Voz principal      | Duración |  |
| 6.       | «Lightning's Hand»      | Walsh / Livgren | Robby Steinhardt   | 4:24     |  |
| 7.       | «Dust in the Wind»      | Kerry Livgren   | Steve Walsh        | 3:28     |  |
| 8.       | «Sparks of the Tempest» | Walsh / Livgren | Robby Steinhardt   | 4:18     |  |
| 9.       | «Nobody's Home»         | Walsh / Livgren | Steve Walsh        | 4:40     |  |
| 10.      | «Hopelessly Human»      | Kerry Livgren   | Walsh / Steinhardt | 7:09     |  |

### Canciones extras de las reediciones de 2002 y 2008
| Side one |                                   |                 |                  |          |  |
| N.º      | Título                            | Escritor(es)    | Voz principal    | Duración |  |
| 11.      | «Sparks of the Tempest» (en vivo) | Walsh / Livgren | Robby Steinhardt | 5:17     |  |
| 12.      | «Portrait (He Knew)» (remezclado) | Kerry Livgren   | Steve Walsh      | 4:50     |  |

## Créditos

### Kansas
- Steve Walsh — voz principal, (excepto en las canciones «Lightning's Hand» y «Sparks of the Tempest»), teclados, órgano, piano, sintetizadores, vibráfono, percusiones adicionales, celesta, coros e invertidor cromático Peabody*
- Kerry Livgren — guitarra acústica, guitarra eléctrica, piano, sintetizadores, teclados, clavinet, percusiones adicionales y máquina de silbido Rinauldo*
- Robby Steinhardt — voz principal (en las canciones «Lightning's Hand», «Sparks of the Tempest» y «Hopelessly Human»), violín, viola, violonchelo, coros y lap cello*
- Rich Williams — guitarra acústica, guitarra eléctrica y pedal Bemis Cow*
- Dave Hope — bajo y autogyro*
- Phil Ehart — batería, timbales, campanas tubulares, percusiones adicionales y gong de cadenas*

Nota: *En el álbum se enlistaron «instrumentos de broma» para cada miembro de la banda, tales como «invertidor cromático Peabody», «máquina de silbido Rinauldo», «lap cello», «pedal Bemis Cow», «autogyro» y «gong de cadenas».

### Producción
- Jeff Glixman — productor e ingeniero de sonido
- Terry Becker — ingeniero de sonido
- George Marino — masterizador
- Tom Drennon — director de arte
- Kansas — concepto del arte de portada
- Rod Dyer — arte de portada
- Peter Lloyd — trabajo artístico
- Bob Maile — trabajo artístico

## Certificaciones
| País           | Asociación | Certificación | Copias vendidas |
| -------------- | ---------- | ------------- | --------------- |
| Canadá         | CRIA       | Platino       | 100 000         |
| Estados Unidos | RIAA       | 4x Platino    | 4 000 000       |

## Listas
| Año  | País           | Lista         | Posición máxima |
| ---- | -------------- | ------------- | --------------- |
| 1977 | Canadá         | Revista RPM   | 7.º             |
| 1978 | Estados Unidos | Billboard 200 | 4.º             |